# Wiktor Stepanowitsch Balichin
Wiktor Stepanowitsch Balichin (russisch Виктор Степанович Балихин; wiss. Transliteration Viktor Stepanovič Balichin; * 1893 in Moskau; † 1953) war ein sowjetischer rationalistischer Architekt.

## Leben
Wiktor Balichin wurde 1893 in Moskau geboren.
Er studierte bis 1924 an der WChUTEMAS in den Vereinigten Linken Werkstätten (OBMAS) bei Nikolai Ladowski. 1921 entwirf er bei Ladowski das Gebäude einer Bibliothek. Sein Diplomentwurf war der Entwurf eines Flughafens. 1923 war er Gründungsmitglied der ASNOWA. Von 1923 bis 1929 war er Lehrer an der WChUTEMAS, zunächst im Grundkurs „Raum“, dann an der Architekturabteilung im Fach „Architekturkomposition“. Nach der Abspaltung von Nikolai Ladowski und seinen Schülern 1928 aus der ASNOWA leitete Balichin diese bis 1932 weiter.
1930 nahm er mit einer Brigade der ASNOWA (mit Wladimir Krinski, Wiktor Petrow, Irina Tichomirowa) an einer Ausschreibung um den Allunions-Kunst-Palast in Moskau teil.
1931 nahm er mit Pjotr Budo, Miliza Prochorowa, Michail Turkus, Flora Sewortjan und Romuald Iodko am ersten Durchgang des Wettbewerbs um den Palast der Sowjets in Moskau teil.
Er starb 1953.
Das V.S. Balikhin Archive im Canadian Centre for Architecture in Montreal umfasst über 130 Fotografien von Städten, Orten und Projekten von verschiedenen Architekten aus der Zeit von 1923 bis 1935, die Balichin gesammelt hat, sowie das Manuskript eines Artikels von Balichin.

## Werke (Auswahl)

### Unverwirklicht
- 1921 Bibliothek (bei N. Ladowski, OBMAS)
- 1924 Flughafen (bei N. Ladowski, OBMAS, Diplomentwurf)
- 1930 mit Wladimir Krinski, Wiktor Petrow, Irina Tichomirowa: Allunions-Palast in Moskau (Wettbewerbsentwurf)
- 1931 ASNOWA-Brigade (mit Pjotr Budo, Miliza Prochorowa, Michail Turkus, Flora Sewortjan, Romuald Iodko): Palast der Sowjets in Moskau (Wettbewerbsentwurf, 1. Durchgang)

## Schriften
- Is materialow obsledowanija architekturi schilich kompleksow [Von dem Material einer Studie zur Architektur von Wohnkomplexen]. datiert auf den 15. September 1936. Manuskript im Canadian Centre for Architecture, Montreal. Inventar-Nummer PH1998:0020:131.